# فرانکلین (ویرجینیا)
فرانکلین (به انگلیسی: Franklin) شهری در ایالت ویرجینیا کشور ایالات متحده آمریکا است که جمعیت آن در سرشماری سال ۲۰۱۰ میلادی، ۸٬۵۸۲ نفر بوده‌است.